# Wybory do rad narodowych w Polsce w 1973 roku
Wybory do rad narodowych w Polsce w 1973 roku – wybory do rad narodowych w PRL, przeprowadzone 9 grudnia 1973 roku na podstawie uchwały Rady Państwa z 29 września 1973.
Wybierano radnych do:
- wojewódzkich rad narodowych,
- miejskich rad narodowych w miastach wyłączonych z województw,
- powiatowych i miejskich rad narodowych w miastach stanowiących powiaty miejskie,
- wspólnych rad narodowych dla miast i powiatów,
- miejskich rad narodowych w miastach niestanowiących powiatów,
- dzielnicowych rad narodowych,
- gminnych rad narodowych oraz
- wspólnych rad narodowych dla miast i gmin.

Wybrano ok. 130 tysięcy radnych z list Frontu Jedności Narodu. Innych list nie było. Według oficjalnych danych frekwencja wyniosła 97%. W Warszawie przewodniczącym Stołecznej Rady Narodowej został Józef Kępa – wtedy zastępca członka Biura Politycznego KC PZPR i I sekretarz Komitetu Wojewódzkiego PZPR.